# Габсбурзька монархія
Габсбурзька монархія, Габсбурзька імперія, Володіння Габсбургів в Австрії,  або Австрійська монархія (нім. Habsburgermonarchie вимова [ˈhaːpsbʊʁɡɐmonaʁˌçiː] ( прослухати)) — сукупність імперій, королівств, герцогств, графств та інших держав, якими керував рід Габсбургів, особливо австрійська гілка династії.
Зазвичай цей термін використовують стосовно періоду з 1526 року, коли ерцгерцог Австрійський Фердинанд I приєднав до своїх володінь землі Чеської корони й Угорщину, до 1804, коли була створена Австрійська імперія. До 1804 території, які були під владою Габсбургів, не мали спільної офіційної назви.
Термін «габсбурзька монархія» використовують і в ширшому сенсі щодо періоду з 1276 року (перехід Австрії під владу Габсбургів) до 1918 року (розпад Австро-Угорщини).
Назву «Габсбурзька імперія» широко використовують також для позначення спільноти державних об'єднань, які перебували під владою імператора Священної Римської імперії Карла V Габсбурга, включаючи Іспанію, Іспанські Нідерланди, Франш-Конте, Ломбардію, Неаполітанське королівство, Сицилію, Сардинію й американські володіння Іспанії.

## Склад
До складу Габсбурзької монархії (1526—1804) входили такі території:
- Спадкові австрійські землі:
  - Австрійське ерцгерцогство (Нижня та Верхня Австрія);
  - Штирійське герцогство;
  - Каринтійське герцогство;
  - Крайнинське герцогство;
  - Істрійське маркграфство;
  - Тірольське графство;
  - Графство Гориці і Градишки;
  - Форарльберг;
  - Передня Австрія;
  - Трієст;
- Землі чеської корони:
  - Богемське королівство;
  - Австрійська Сілезія;
  - Моравське маркграфство;
  - маркграфство Верхня Лужиця (до 1635 р.);
  - маркграфство Нижня Лужиця (до 1635 р.);
- Угорське королівство;
- Трансильванське князівство;
- Військова границя;
- королівство Хорватії, Славонії та Далмації.

До того ж, у деякі історичні періоди Габсбурзька монархія охоплювала ще такі володіння:
- Австрійські Нідерланди (1713—1792);
- Міланське герцогство (1713—1797);
- Неаполітанське королівство (1713—1735);
- Сардинське королівство (1713—1720);
- Темішварський Банат (1718—1778);
- Північна Сербія та Північна Боснія (1718—1739);
- Олтенія (1718—1738);
- Сицилійське королівство (1720—1735);
- Пармське герцогство (1735—1748);
- Королівство Галичини та Володимирії (з 1772 р.);
- Буковина (з 1774 р.);
- Мала Польща (з 1795 р.);
- Венеційська область (з 1797 р.);
- Далмація (з 1797 р.).

Монархи з династії Габсбургів були також імператорами Священної Римської імперії в 1439—1806 рр. (за винятком періоду 1740—1745 років).

## Загальний огляд
Коріння монархії Габсбургів сягає 1278 року, коли Рудольф I (у 1273 році обраний римсько-німецьким королем) переміг чеського короля Отокара II Пржемисла і приєднав до своїх володінь герцогства Австрія та Штирія, отримавши таким чином спадщину Бабенбергів. Раніше (у 1276-1278 роках) він також придбав Каринтію і Крайну. Відтоді Габсбурги, за невеликими винятками, безперервно правили цими та іншими територіями Центральної Європи. Хоча Габсбурги періодично займали чеський (з 1307 року) та угорський (з 1437 року, за Альбрехта VII) престоли раніше, їхнє безперервне правління цими землями розпочалося лише з Фердинанда I у 1526/27 роках. З цього часу Габсбурзька монархія, що включала землі як у складі Священної Римської імперії, так і поза нею, стала однією з найбільших держав Європи. Зі шлюбом Максиміліана I (якого називали «останнім лицарем») з Марією Бургундською у 1477 році було закладено основи так званого Австро-Бургундського дому. Приблизно з цього періоду можна говорити про Габсбурзьку монархію у власному розумінні. На піку свого династичного розширення володіння Габсбургів (так звана універсальна монархія) були розділені на австрійську та іспанську лінії в 1556 році після зречення Карла V, який як німецький імператор і король Іспанії правив величезною імперією, над якою, як говорили, ніколи не заходило сонце. Іспанська гілка Габсбургів також відома як «Австрійський дім» або Каса-де-Австрія, але її володіння (іспанська монархія Габсбургів) не є предметом цієї статті. «Датою народження» (особливо австрійської гілки) монархії Габсбургів можна вважати договори у Вормсі (28 квітня 1521 року) та Брюселі (7 лютого 1522 року), що врегулювали передачу австрійських земель від Карла V його братові Фердинанду I. Однак спроба Карла V обрати свого сина Філіпа (майбутнього короля Іспанії) римсько-німецьким королем у 1550 році, щоб зберегти єдність імперії, зазнала невдачі через опір німецьких виборців та обережну позицію його брата. Тому окреме успадкування іспанської та австрійської ліній, закріплене ордонансом від 25 лютого 1554 року, вважається вирішальною датою для фактичного розділення династії, хоча взаємні права успадкування зберігалися на випадок припинення однієї з гілок. Іспанська лінія вимерла в листопаді 1700 року. Головний супротивник Габсбургів у ту епоху, Франція (див. Габсбурсько-французький конфлікт), змогла запобігти новому «габсбурзькому оточенню» в ході Війни за іспанську спадщину, що призвело до переходу іспанської корони до Бурбонів. Габсбурги змогли отримати для австрійської лінії лише неіспанські території зі спадщини своїх іспанських родичів, передусім австрійські Нідерланди та Неаполітанське королівство. У 1740 році головна австрійська гілка Габсбургів припинилася по чоловічій лінії. На підставі Прагматичної санкції, попередньо ухваленої на всіх габсбурзьких землях, права успадкування перейшли до Марії Терезії, яка, незважаючи на жіночу стать, стала правлячою королевою, ерцгерцогинею тощо, і разом зі своїм чоловіком започаткувала нову правлячу династію Габсбургів-Лотаринзьких. Однак титул імператора Священної Римської імперії, який обирався колегією виборщиків і згідно з імперським правом міг належати лише чоловікові, Марія Терезія обійняти не могла. Хоча Прагматична санкція була оскаржена у Війні за австрійську спадщину, монархія вийшла з війни міжнародно визнаною, хоча й територіально зменшеною. Син Марії Терезії, реформатор Йосиф II, намагався перетворити Габсбурзьку монархію на єдину державу з німецькою мовою як офіційною, але зазнав невдачі, особливо в Угорщині. Хоча його спроба зробити німецьку мову єдиною офіційною зазнала невдачі, німецька залишалася мовою спілкування та адміністрації, про що Ернст Трост сказав: «Німецька мова була есперанто придунайських країн». Проголошення Австрійської імперії у 1804 році під час коаліційних воєн, що стало реакцією на самокоронацію Наполеона І кількома місяцями раніше, офіційно закріпило статус Габсбурзької монархії (що вже фактично централізовано управлялася з Відня з часів Марії-Терезії) як незалежної імперії. Священна Римська імперія припинила своє існування у 1806 році. Австрійська імперія залишалася єдиною державою до Австро-угорського компромісу 1867 року, який трансформував її на дуалістичну монархію, відому як Австро-Угорщина – фактичний союз двох держав. До 1918 року єдиними залишалися особа монарха, зовнішня політика, армія і флот, а також окремі спільні інститути та стандарти (наприклад, спільна валюта: гульден, а потім крона). Завдяки своїм розмірам, значній кількості населення та претензіям на владу своєї династії, Габсбурзька монархія належала до найважливіших держав Європи (так званої пентархії). Вона брала участь у більшості європейських війн, змінюючи союзи. З утвердженням націоналізму як провідної державної ідеї у Європі в XIX столітті, Австро-Угорщина, будучи багатонаціональною (багатоетнічною) державою, поступово втрачала згуртованість та стикалася зі зростаючими проблемами у внутрішній політиці обох частин монархії. Це призвело до розпаду Габсбурзької монархії наприкінці програної Першої світової війни.

## Особливості
Габсбурзька монархія докорінно відрізнялася від більшості інших європейських держав тієї епохи. Багато істориків класифікували монархію як своєрідну політичну аномалію, чия структурна різнорідність, на їхню думку, обумовлювала її перманентний кризовий стан та сприймалася як ознака неминучого занепаду. Історія Габсбурзької монархії значною мірою визначалася п'ятьма основними рисами: впливом геополітичних факторів та дипломатії балансу сил; вираженою різноманітністю та індивідуальністю складових габсбурзьких земель; тісною ідентифікацією династії Габсбургів зі Священною Римською імперією (до 1806 року); необхідністю досягнення консенсусу як між внутрішніми елітами, так і у відносинах з іншими європейськими державами; ключовою роллю самих монархів у підтриманні єдності та стабільності своїх володінь. На противагу Габсбурзькій монархії, такі держави, як Англія (згодом Великобританія), Франція чи Іспанія, змогли (принаймні тимчасово) трансформуватися у національні держави. Вони мали більш виражену географічну та історичну тяглість як єдині сутності, що сприяло вищому ступеню економічної, культурної та мовної однорідності. Хоча, як показують пізніші приклади сепаратистських рухів, такий розвиток подій не обов'язково є остаточним або незворотним процесом. Натомість Габсбурги розширювали свої володіння переважно шляхом династичних шлюбів та успадкування, об'єднуючи під своєю короною різнорідні території та народи. До середини XVIII століття монархія була організована на дуже децентралізованій основі. Кожне окреме королівство, герцогство, князівство і графство, що потрапило під владу Габсбургів, зберігало власний провінційний уряд, який діяв майже незалежно від Відня. Стани земель (представники дворянства, духовенства та міст) мали значну владу, включно з правом вести переговори щодо вимог правителя (наприклад, про податки чи військовий набір). Інтереси станів (особливо дворянства) часто переважали над інтересами монарха, якому нерідко доводилося йти на компроміси, надавати привілеї чи робити інші поступки для отримання їхньої згоди. На відміну від багатьох інших монархій ранньомодерної Європи, габсбурзькі правителі схилялися до пошуку консенсусу з земельними станами (переважно дворянством і духовенством), що часто відбувалося за рахунок представників міст та селянства, які залишалися майже повністю виключеними з політичного процесу.

## Державні установи
Під час свого правління (1521-1564) Фердинанд І створив низку державних органів для покращення управління монархією:
- Таємна рада консультувала монарха щодо його політики стосовно Священної Римської імперії та земель Габсбургів (деякі з яких лежали за межами імперії).
- Угорщина та Богемія мали власні придворні ради, а також угорську і богемську придворні канцелярії.
- У Габсбурзькій монархії Придворна палата була попередницею Міністерства фінансів.
- Придворна військова рада несла фінансову та організаційну відповідальність за військові справи монархії.

Ці органи влади не зазнали значної модернізації за наступників Фердинанда:
- Фердинанд II у 1620 році виділив Австрійську придворну канцелярію з Імперської придворної канцелярії. Окрім управління Нижною, Верхньою та Внутрішньою Австрією, вона також була виконавчим органом Таємної ради.
- Починаючи з Леопольда I, Таємна рада засідала майже виключно в комісіях (конференціях) через значне зростання кількості її членів, спричинене імператорським покровительством.
- Таємна конференція була створена у 1669 році як окремий комітет Таємної ради після того, як Таємна рада стала занадто численною внаслідок імператорського покровительства. Однак невдовзі Таємна конференція зіткнулася з тими ж проблемами, що й Таємна рада до неї.
- Deputatio in mensi, що складалася з голів австрійської та богемської придворних канцелярій, Придворної палати та Придворної військової ради, з 1698 року відповідала за надання консультацій щодо фінансування імперської армії.
- Інші комісії займалися імперськими справами та зовнішніми відносинами.
- Фінансова конференція була створена Карлом VI у 1717 році для нагляду за фінансами.
- Іспанська рада, утворена у 1711 році, була заснована Карлом VI для консультування щодо реалізації його претензій на владу в Іспанії (які виявилися зрештою невдалими). Вона була розпущена у 1736 році. До її складу входили:
  - Італійська рада (Неаполь, Сицилія, Мілан з Мантуєю)
  - Нідерландська рада (австрійські Нідерланди)

За правління Марії Терезії, спадкоємиці Карла VI, та її наступників адміністративна система була ретельно реформована. Однак більшість реформ залишалися обмеженими австрійськими спадковими землями, включаючи землі Чеської корони, і не поширювалися на Угорщину:
- Державна канцелярія була створена у 1742 році для формування зовнішньої політики Габсбурзької монархії. Таємна рада та конференції були скасовані.
- Генеральний військовий комісаріат, створений у 1746 році, отримав контроль над військовим постачанням і на практиці мав більше повноважень у військових питаннях, ніж Придворна військова рада.
- Директорія публічних і казенних справ (створена у 1749 році) була всеохоплюючим органом управління спадковими землями. Створена в результаті злиття богемської та австрійської придворних канцелярій, вона була вищим центральним органом політичного управління до 1848 року (за винятком угорських земель) під різними назвами і з часто мінливою компетенцією. До її компетенції входили питання, пов'язані із сільським господарством, охороною здоров'я, торгівлею та комерцією, податками та зборами, судовою владою, законодавством, цивільним військом тощо [9].
- Верховна судова канцелярія функціонувала як верховний суд в Архікнязівстві та Богемії, а згодом і в інших спадкових землях (окрім Угорщини) [10].
- Голландська та Італійська ради були включені до складу Державної канцелярії у 1757 році як Департамент Нижніх земель та Італійський департамент відповідно [11, 8].
- Державна рада, створена у 1760 році, була найвищим дорадчим органом при монарху, який сам головував у ній, коли це було необхідно.
- Навчальна комісія, створена у 1760 році, відповідала за запровадження обов'язкової освіти на спадкових землях.